# Елгамка
Елгамка — река в России, протекает по Кондопожскому району Республики Карелия. Впадает в озеро Лижмозеро. Длина реки составляет 18 км, площадь водосборного бассейна 230 км².
Пересекает трассу Кола.

## Притоки
- В 0,6 км от устья, по левому берегу реки впадает река Шайдомка.
- Куркиручей (левый)

## Данные водного реестра
По данным государственного водного реестра России относится к Балтийскому бассейновому округу, водохозяйственный участок реки — Бассейн Онежского озера без рр. Шуя, Суна, Водла и Вытегра, речной подбассейн реки — Свирь (включая реки бассейна Онежского озера). Относится к речному бассейну реки Нева (включая бассейны рек Онежского и Ладожского озера).
Код объекта в государственном водном реестре — 01040100612102000015402.